# Nematoctonus
Nematoctonus là một chi của nấm thuộc họ Pleurotaceae. Chi này—một dạng biến hình của Hohenbuehelia—có phân bố rộng khắp và gồm 16 loài.

## Các loài
- Nematoctonus angustatus
- Nematoctonus brevisporus
- Nematoctonus campylosporus
- Nematoctonus concurrens
- Nematoctonus cylindrosporus
- Nematoctonus geogenius
- Nematoctonus hamatus
- Nematoctonus haptocladus
- Nematoctonus leiosporus
- Nematoctonus leptosporus
- Nematoctonus lignicola
- Nematoctonus pachysporus
- Nematoctonus robustus
- Nematoctonus subreniformis
- Nematoctonus tripolitanius
- Nematoctonus tylosporus